# Sint-Pieterskapel (Tienen)

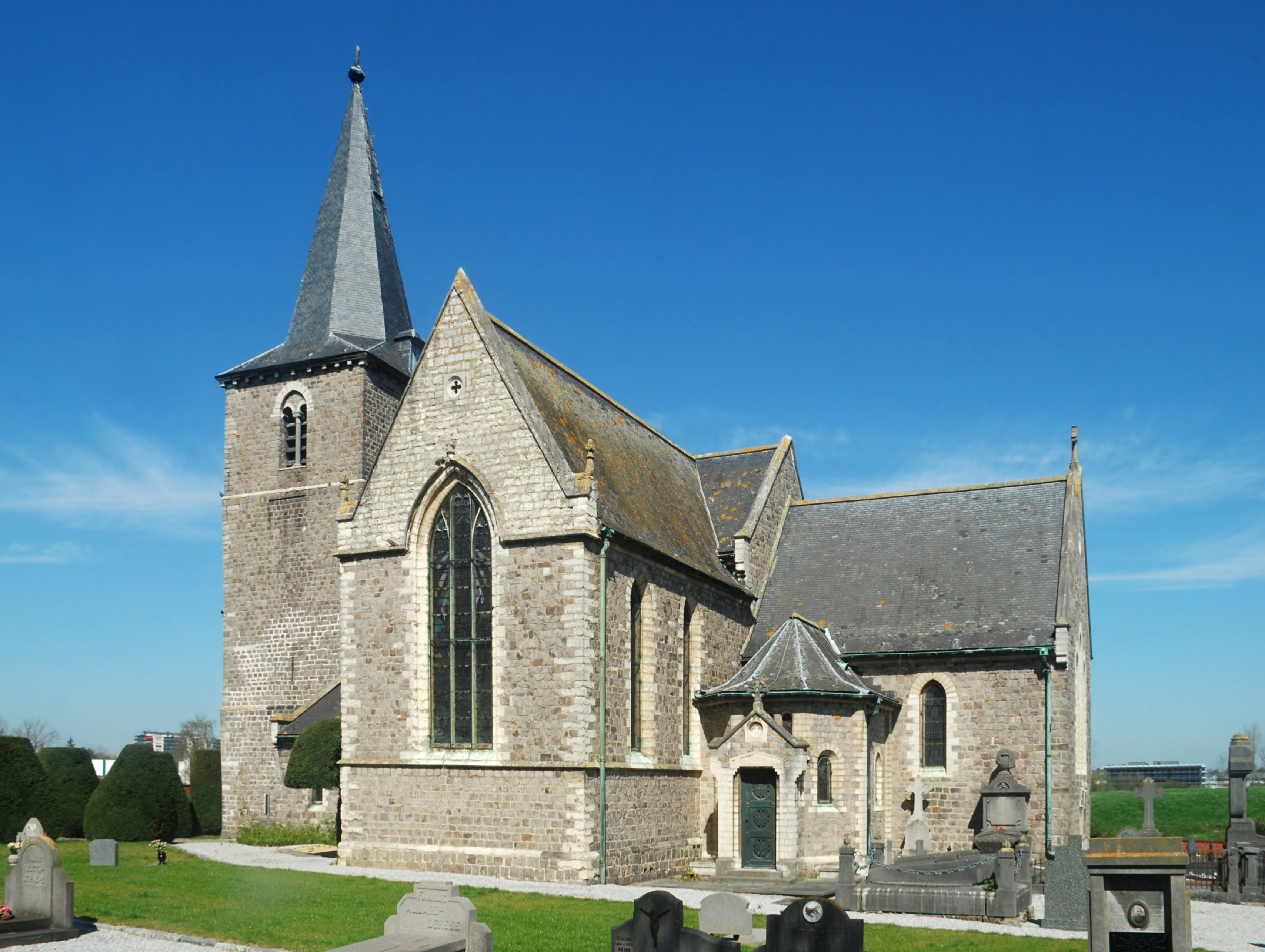
Sint-Pieterskapel.

De Sint-Pieterskapel is een kapel in het tot de Vlaams-Brabantse gemeente Tienen behorende gehucht Grimde. De kapel is gelegen aan de Pastorijstraat.

## Geschiedenis
Het betreft een aan het begin van de 13e eeuw in – uit Overlaar afkomstig – kwartsiet gebouwde kapel. Hij vertoont de overgangsstijl van romaans naar gotisch. In 1470 werd het gotisch transept gebouwd. De zijbeuken zijn overwegend romaans en het koor heeft meer gotische invloed.                                                                  
Na de Eerste Wereldoorlog werd de kapel vanaf 1915 als militaire begraafplaats of necropolis voor de slachtoffers van de slag bij Sint-Margriete-Houtem en Grimde (1914) in gebruik genomen. De kerk/kapel werd gerestaureerd vanaf 1922 tot en met 1928.

## Gebouw
Het betreft een basilicaal kruiskerkje met lage zijbeuken en voorgebouwde toren.
Het kerkmeubilair werd verwijderd toen de kapel als necropolis werd ingericht.

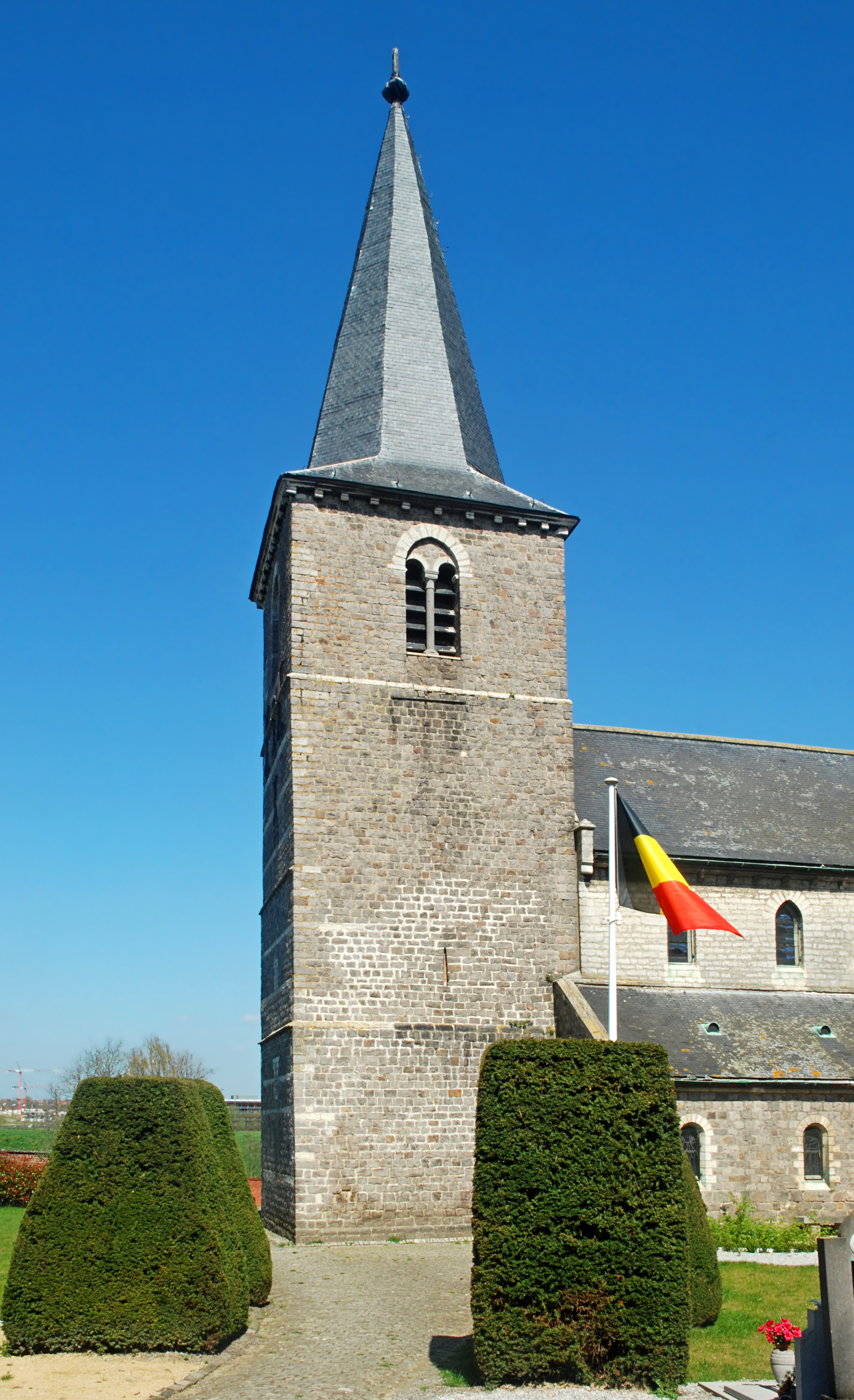
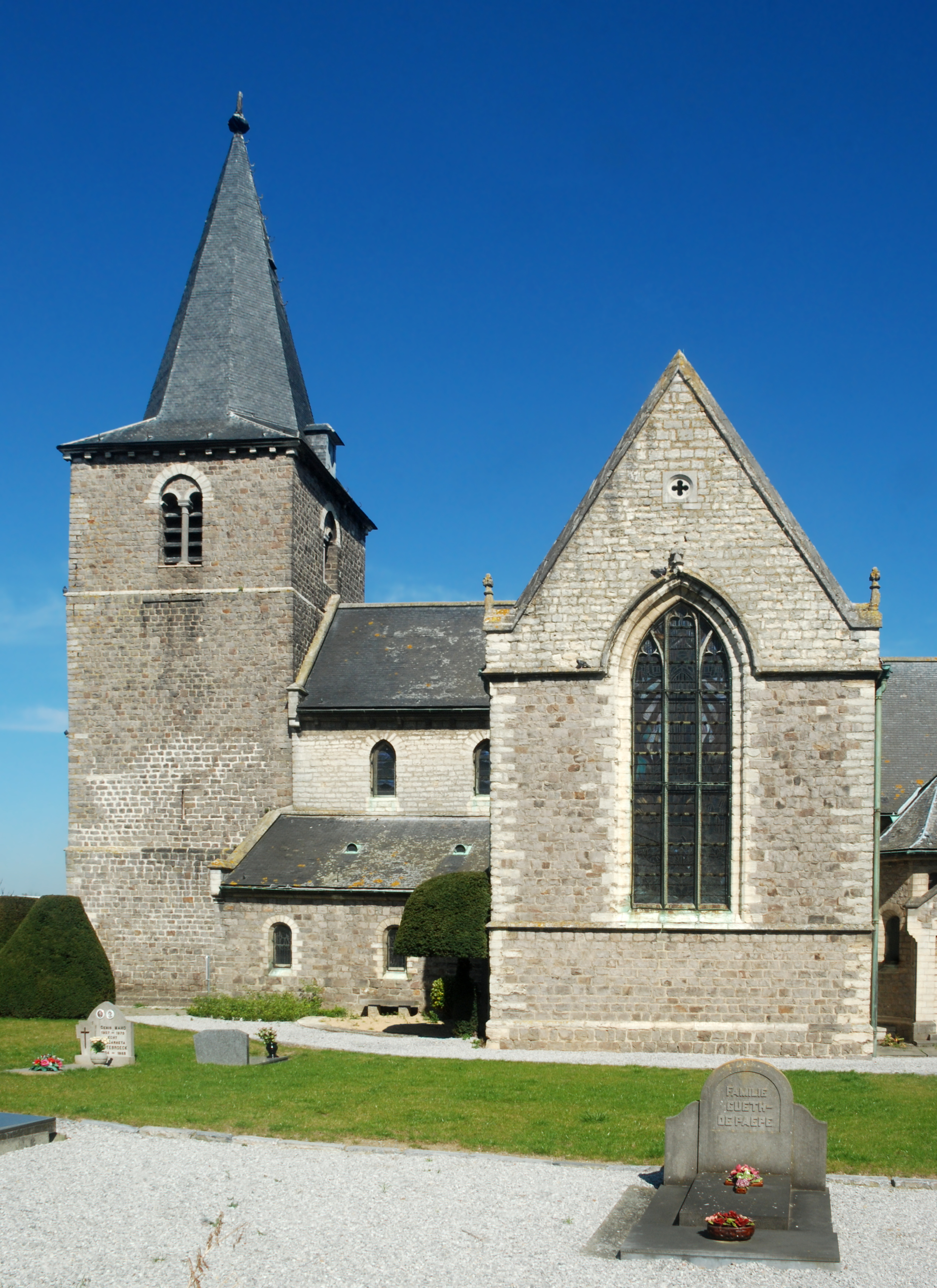
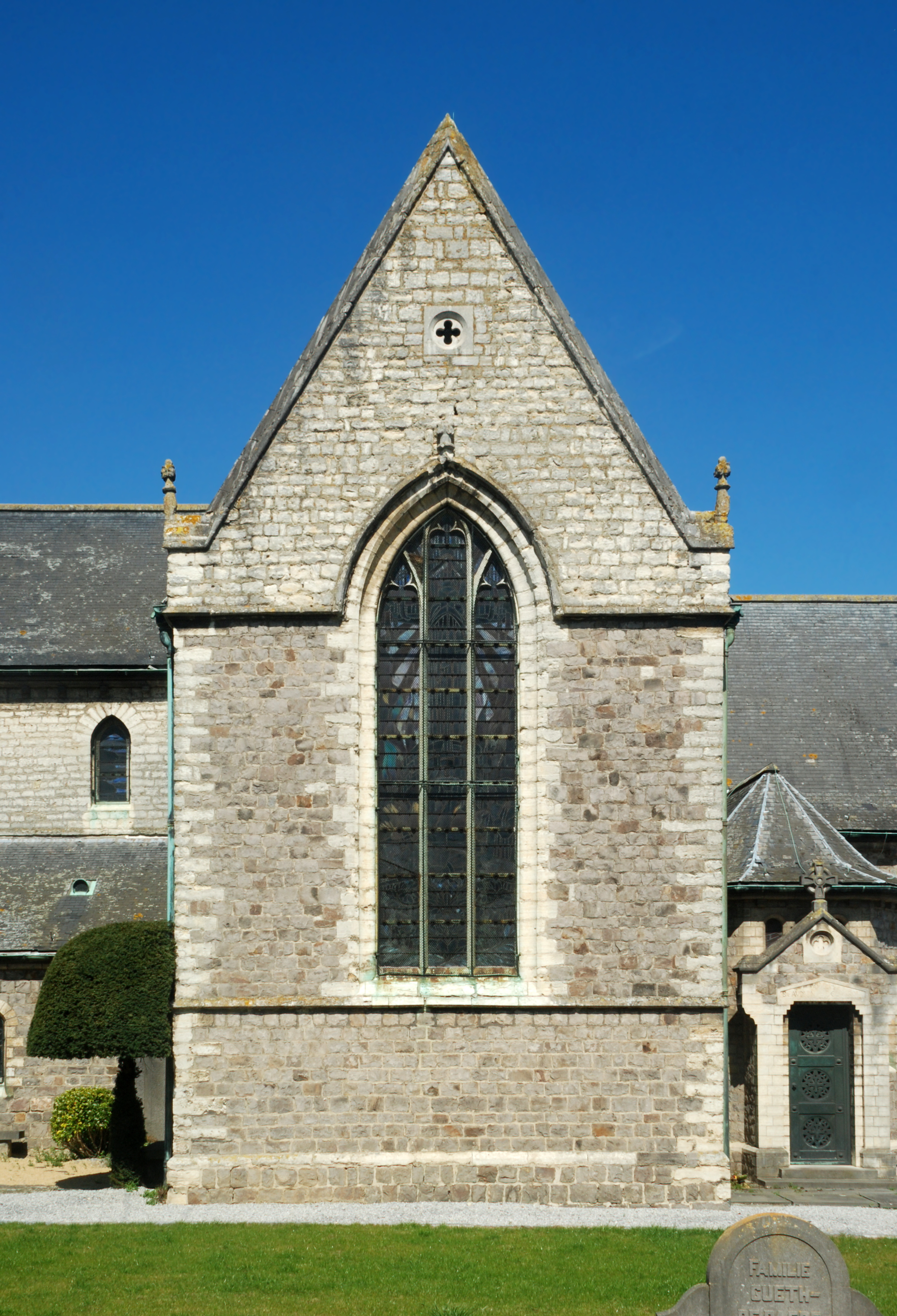